# Jardin de l'Observatoire de Paris
Pour les articles homonymes, voir Jardin de l'Observatoire.
Le jardin de l'Observatoire de Paris est un espace vert public situé au 96, boulevard Arago dans le 14e arrondissement de Paris, en France. Il fait partie du domaine de l'Observatoire de Paris.
Le terme de « jardins de l'Observatoire » est parfois utilisé pour désigner un autre espace vert, le jardin Marco-Polo, qui prolonge l'avenue de l'Observatoire, au nord de l'Observatoire de Paris en direction du jardin du Luxembourg.

## Situation et accès

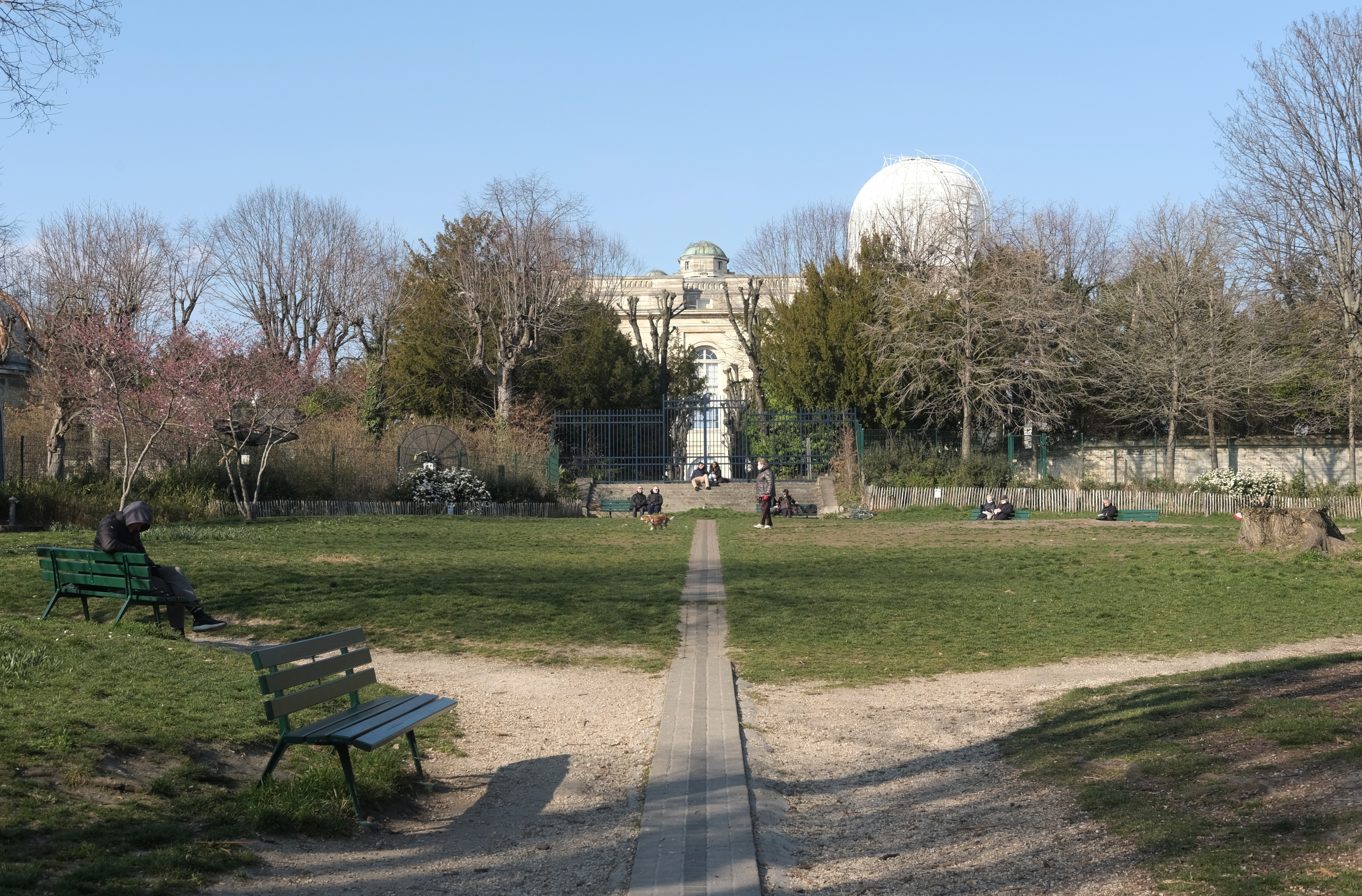
Jardin de l'Observatoire de Paris avec, en arrière-plan, l'observatoire de Paris (2022).

Il est desservi par la ligne 6 à la station Saint-Jacques et par la ligne B du RER à la gare de Denfert-Rochereau.
Il ne doit pas être confondu avec le jardin des Grands-Explorateurs Marco-Polo et Cavelier-de-la-Salle, situé le long de l'avenue de l'Observatoire.

## Historique
Le jardin est rattaché par l'Observatoire de Paris en 1883 et est créé en 1977 sur l'espace sud de l'Observatoire de Paris[pas clair].

## Statuaire
La statue de François Arago, qui contribua à établir le trajet du méridien de Paris qui traverse ce jardin, est située à l'entrée. Cette œuvre de l'artiste belge Wim Delvoye a été inaugurée le 1er octobre 2017. Comme les médaillons de l'Hommage à Arago de Jan Dibbets installés en 1994 à travers Paris, l'œuvre remplace la statue d'Arago autrefois située sur le bord de l'avenue Arago, place de l'Île-de-Sein.